# Saint-Maurice-des-Lions
Saint-Maurice-des-Lions är en kommun i departementet Charente i regionen Nouvelle-Aquitaine i västra Frankrike. Kommunen ligger  i kantonen Confolens-Sud som ligger i arrondissementet Confolens. År 2022 hade Saint-Maurice-des-Lions 896 invånare.

## Befolkningsutveckling
Antalet invånare i kommunen Saint-Maurice-des-Lions
Referens:INSEE